# Щегловський Володимир Стефанович
Володимир Стефанович Щегловський (рос. Владимир Стефанович Щегловский; нар. 29 лютого 1940, Усть-Лабінськ, Краснодарський край, РРФСР) — радянський футболіст, воротар.

## Життєпис
У дитинстві займався різними видами спорту, переважно баскетболом, а також легкою атлетикою і волейболом. Згодом зацікавився футболом, коли його попросили підмінити воротаря, з цього часу футбол став для нього головним видом спорту.
Своєю грою за молодіжну команду привернув увагу тренерів майкопського «Урожаю», в складі якого потім виграв чемпіонат Краснодарського краю і разом з командою завоював право виступати в Класі «Б», де потім грав до 1964 року.
З 1965 по 1966 рік грав за ростовський СКА, провів 10 поєдинків, в яких пропустив 5 м'ячів, у сезоні 1966 року, коли клуб став віце-чемпіоном СРСР, але медалі не отримав, оскільки для цього необхідно було зіграти не менше ніж в 50% всіх матчів команди на турнірі.
Сезон 1967 року провів у луганській «Зорі», зіграв 4 матчі. З 1968 по 1970 рік виступав у складі «Кубані», взяв участь в 15 матчах команди.
У 1971 році зіграв останній сезон в команді майстрів у складі клубу «Спартак» з Йошкар-Оли. Потім протягом майже 6 сезонів виступав за команду «станкостроітель», найсильніший на той час колектив КФК Краснодарського краю.
У 1977 році почав працювати в Краснодарі дитячим тренером, чим займався потім протягом понад 30 років.

## Досягнення
- Вища ліга СРСР
  -  Срібний призер (1): 1966